# Andrea Navedo
Andrea Navedo est une actrice américaine née le 10 octobre 1977 dans le Bronx, à New York.
Elle a commencé sa carrière, dans les années 1990, dans les feuilletons télévisées américains On ne vit qu'une fois et Haine et Passion.
Durant la décennie suivante, elle joue le Détective Ana Cordova dans la série policière New York, police judiciaire (2001-2004).
Elle fait un retour télévisuel remarqué lorsqu'elle obtient le rôle de Xiomara "Xo" Villanueva, la mère de Jane, dans la série télévisée américaine Jane the Virgin (2014-2019).

## Biographie

### Enfance et formation
Issue d'une famille portoricaine, Andrea Navedo est née dans le Bronx. Elle a été élevée seule par sa mère à New York, elle s'identifie beaucoup à son personnage de "Xo" dans la série Jane the Virgin qui est aussi une jeune mère célibataire qui élève seule sa fille.
Andrea a obtenu son diplôme de fin d'études en 1995 dans un lycée de New York DeWitt Clinton High School. En 1998, elle obtient une mention en arts et en théâtre à l'université de New York, State University of New York at Old Westbury.

### Carrière

#### Débuts télévisuels et seconds rôles
Andrea Navedo commence sa carrière d'actrice en 1995, dans le feuilleton télévisé américain On ne vit qu'une fois. Elle tiendra le rôle de Linda Soto pendant deux ans dans ce soap-opéra diffusé sur la chaîne américaine ABC.
En 1999, elle rejoint le casting de Haine et Passion et joue le rôle de Theresa Sandoval. Le feuilleton est diffusé sur une autre chaîne américaine, CBS.
Entre-temps, elle fait de la figuration au cinéma, dans le film Girl 6, puis dans un épisode de la série policière New York Undercover.
De 2001 à 2004, Navedo obtient un rôle récurrent dans la série criminelle New York, police judiciaire, dans le rôle du détective Ana Cordova sur NBC.
Parallèlement, elle continue d'être active au cinéma : En 2001, elle est à l'affiche de la comédie d'action mal reçue Un gentleman en cavale avec Orlando Jones et Eddie Griffin. L'année d'après, elle figure au casting du drame salué par les critiques, Washington Heights, avec, entre autres, Sara Ramírez et Judy Reyes.
En 2006, elle seconde Jennifer Lopez et Marc Anthony pour le drame musical El Cantante et poursuit avec des apparitions isolées dans les séries installées New York, section criminelle (2008) et Damages (2009).

#### Retour télévisuel remarqué

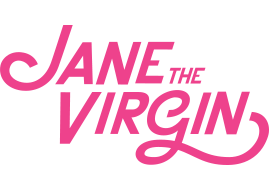
Logo de la série télévisée Jane the Virgin.

En 2010, elle a un petit rôle dans la romance Remember Me portée par Robert Pattinson et Émilie de Ravin.
Entre 2011 et 2013, elle continue les interventions à la télévision dans diverses séries comme How to Make It in America, pour sept épisodes, un autre rôle récurrent dans l'unique saison de Golden Boy, une apparition dans FBI : Duo très spécial ainsi que trois épisodes de New York, unité spéciale.
En 2014, Andrea Navedo signe pour le rôle de Xiomara, la mère de l'héroïne principale de la série américaine Jane the Virgin, diffusée en France depuis le 19 avril 2015 sur la chaîne Téva et rediffusée en clair depuis le 17 juillet 2016 sur 6ter. Le show démarre le 13 octobre 2014 sur la chaîne The CW et est très bien reçu par la critique.
Cette série comique et déjantée est adaptée d'une telenovela vénézuélienne, Juana la Virgen, elle met en scène la vie torturée de Jane Villanueva, une jeune femme qui subit, par accident, une insémination artificielle et doit alors gérer cette grossesse imprévue.
Navedo reçoit l’Imagen Award de la meilleure actrice dans un second rôle, en 2015. La même année, elle fait une apparition dans la comédie Superfast!, parodie du film The Fast and the Furious. En 2016, elle est de nouveau citée pour l'Imagen Awards pour la seconde saison de Jane the Virgin.
En 2017, elle joue un second rôle dans le film d'action Bright dont Will Smith occupe le rôle principal. L'année suivante, elle fait ses débuts en tant que réalisatrice pour les besoins d'un court métrage dramatique Love Spoken. Cette année-là, les critiques saluent sa performance dans la quatrième saison de Jane the Virgin, son personnage étant atteint d'un cancer.
En 2019, Jane the Virgin s'arrête au bout de cinq saisons et cent épisodes. Libérée de cet engagement, elle décroche un rôle récurrent dans la mini-série du réseau FX, Mrs. America aux côtés de Cate Blanchett et Rose Byrne.

### Vie privée
Andrea Navedo est mariée depuis 2000, et a deux enfants, Ava et Nico, issus de cette union.

## Filmographie

### Cinéma

#### Courts métrages
- 2013 : Stereotypically Me de Linda Nieves-Powell : Lydia Maldonado

#### Longs métrages
- 1996 : Girl 6 de Spike Lee : une fille au téléphone
- 2001 : Un gentleman en cavale (Double Take) de George Gallo : Maque Sanchez
- 2002 : Washington Heights d'Alfredo Rodriguez de Villa : Maggie
- 2006 : El Cantante de Leon Ichaso : Zaida
- 2010 : Remember Me de Allen Coulter : La professeur de Caroline
- 2013 : Last I Heard de Dave Rodriguez : Anna Vasco
- 2015 : Superfast 8 de Jason Friedberg et Aaron Seltzer : Michelle
- 2017 : Bright de David Ayer : Capitaine Perez

### Télévision

#### Séries télévisées
- 1995 - 1997 : On ne vit qu'une fois : Linda Soto (22 épisodes)
- 1997 : New York Undercover : Clerk (saison 3, épisode 22)
- 1999 - 2000 : Haine et Passion : Theresa Sandoval (26 épisodes)
- 2000 : Washington Police : Debbie (saison 1, épisode 1)
- 2001 - 2004 : New York, police judiciaire : Détective Ana Cordova (24 épisodes)
- 2008 : New York, section criminelle : Adele (saison 7, épisode 17)
- 2009 : Damages : Gabriella (saison 2, épisode 7)
- 2010 - 2011 : Blue Bloods : Yolanda Gonsalves / Lydia Gonsalves (saison 1, épisodes 10 et 21)
- 2011 : How to Make It in America : Debbie Dominguez (7 épisodes)
- 2012 : FBI : Duo très spécial : Docteur (saison 4, épisode 2)
- 2013 : Golden Boy : Lorraine Arroyo (saison 1, épisodes 4, 6, 11 et 13)
- 2013 : New York, unité spéciale : Cynthia Mancheno (saison 14, épisodes 17, 19 et 24)
- 2014 : The Leftovers : Field Hockey Coach (saison 1, épisode 1)
- 2014 - 2019 : Jane the Virgin : Xiomara Villanueva (rôle principal - 99 épisodes)
- 2016 : The Public Access Olympics : Camila (saison 1, 3 épisodes)
- 2016 - 2018 : Trollhunters : Mrs. Nunez (voix, 10 épisodes)
- 2017 - 2019 : Elena d'Avalor : Queen Lucia (voix, 2 épisodes)
- 2019 : Le trio venu d'ailleurs: Les Contes d'Arcadia : Mrs. Nunez (voix, 1 épisode)
- 2020 : Mrs. America : Carmen Delgado Votaw (en) (mini-série)

#### Téléfilm
- 2002 : Porn 'n Chicken de Lawrence Trilling : Lucy Sanchez

### Réalisatrice
- 2018 : Love Spoken (court métrage, également productrice exécutive)

## Distinctions
Sauf indication contraire ou complémentaire, les informations mentionnées dans cette section proviennent de la base de données IMDb.

### Récompenses
- Imagen Awards 2015 : Meilleure actrice de télévision dans un second rôle Jane the Virgin
- Westfield International Film Festival 2019 : Lauréate du prix Woman in Film Award

### Nominations
- Imagen Awards 2016 : Meilleure actrice de télévision dans un second rôle pour Jane the Virgin